# Palais Kurländer

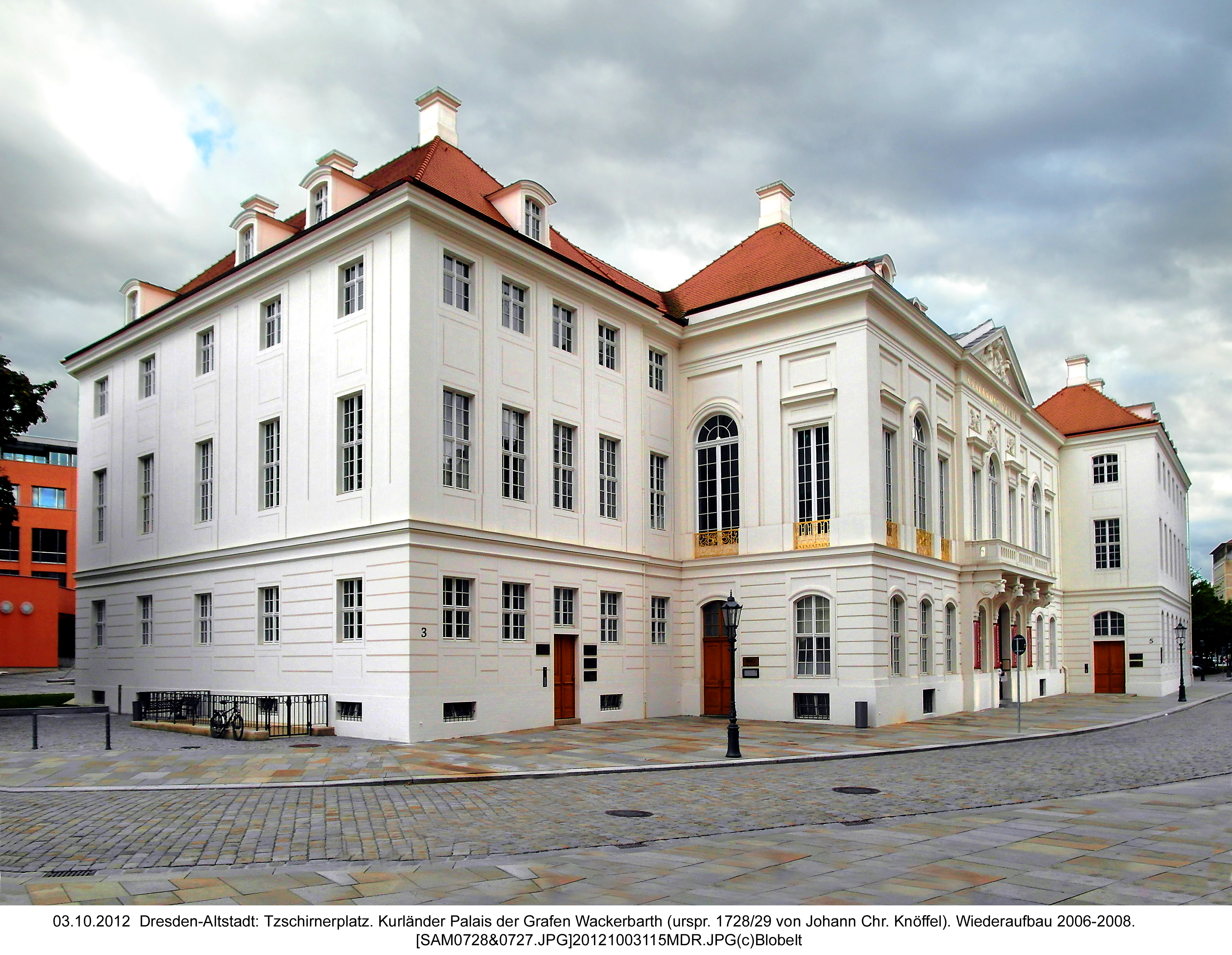
La forme caractéristique en "zigzag" suivant le tracé de la route

Le Palais Kurländer, anciennement connu sous le nom de Kurländisches Palais, est un bâtiment historique de Dresde. Il a été construit en 1728/29 par Johann Christoph Knöffel pour le comte August Christoph von Wackerbarth dans le style baroque de Dresde et est considéré comme le premier bâtiment rococo de Dresde. Détruit jusqu'aux murs extérieurs pendant la Seconde Guerre mondiale, il est resté la dernière ruine de la vieille ville pendant longtemps ; il a été reconstruit de 2006 à 2008. 

## Emplacement

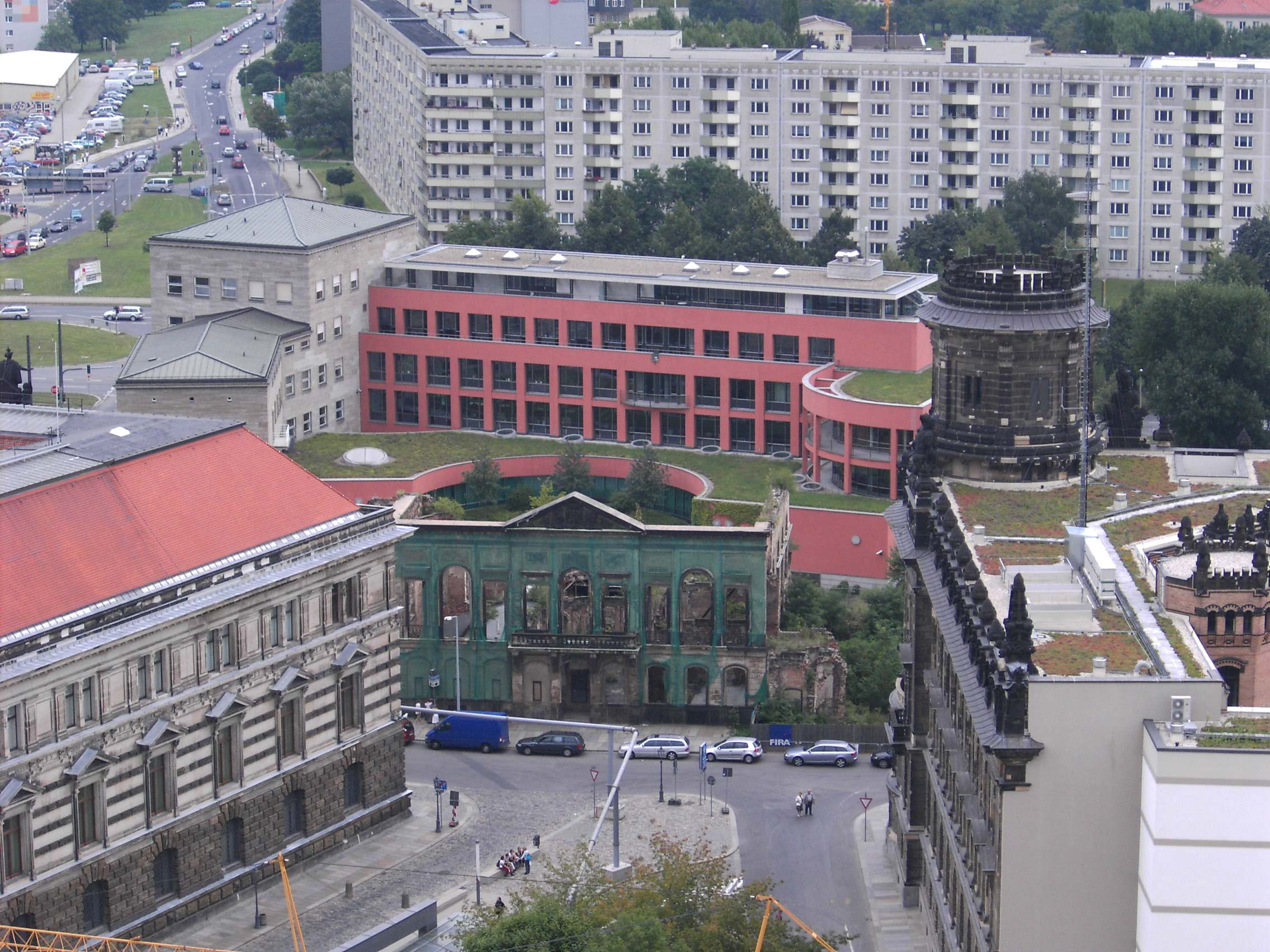
Ruines du palais au centre de l'image, derrière la succursale de la Bundesbank, à droite le quartier général de la police, à gauche l'Albertinum.

Le palais est situé à l'est de la vieille ville, entre la tête de pont sud du Carolabrücke et le Neumarkt, sur la Tzschirnerplatz. Cette place porte le nom de Samuel Erdmann Tzschirner et s'appelait Zeughausplatz jusqu'en 1946 car l'ancien manège militaire de Dresde, remplacé par l'Albertinum, était également adjacent. 
Le palais Kurländer se trouve au bout d'une perspective commençant au Johanneum de Jüdenhof, qui s'étend sur le Neumarkt et à travers la Rampische Strasse jusqu'à l'aile principale du bâtiment. 
Les bâtiments environnants sont le quartier général de la police au sud-ouest, l'Albertinum au nord-est, la salle paroissiale de l'église réformée au nord et la synagogue au nord-est. La succursale de la Dresdner Bundesbank, qui a fermé ses portes au printemps 2015, est située directement à l'est du palais Kurländer. 
La Frauenkirche, le premier bastion de la Brühlsche Terrasse et le Landhaus avec le musée de la ville sont également à proximité. 

## Construction

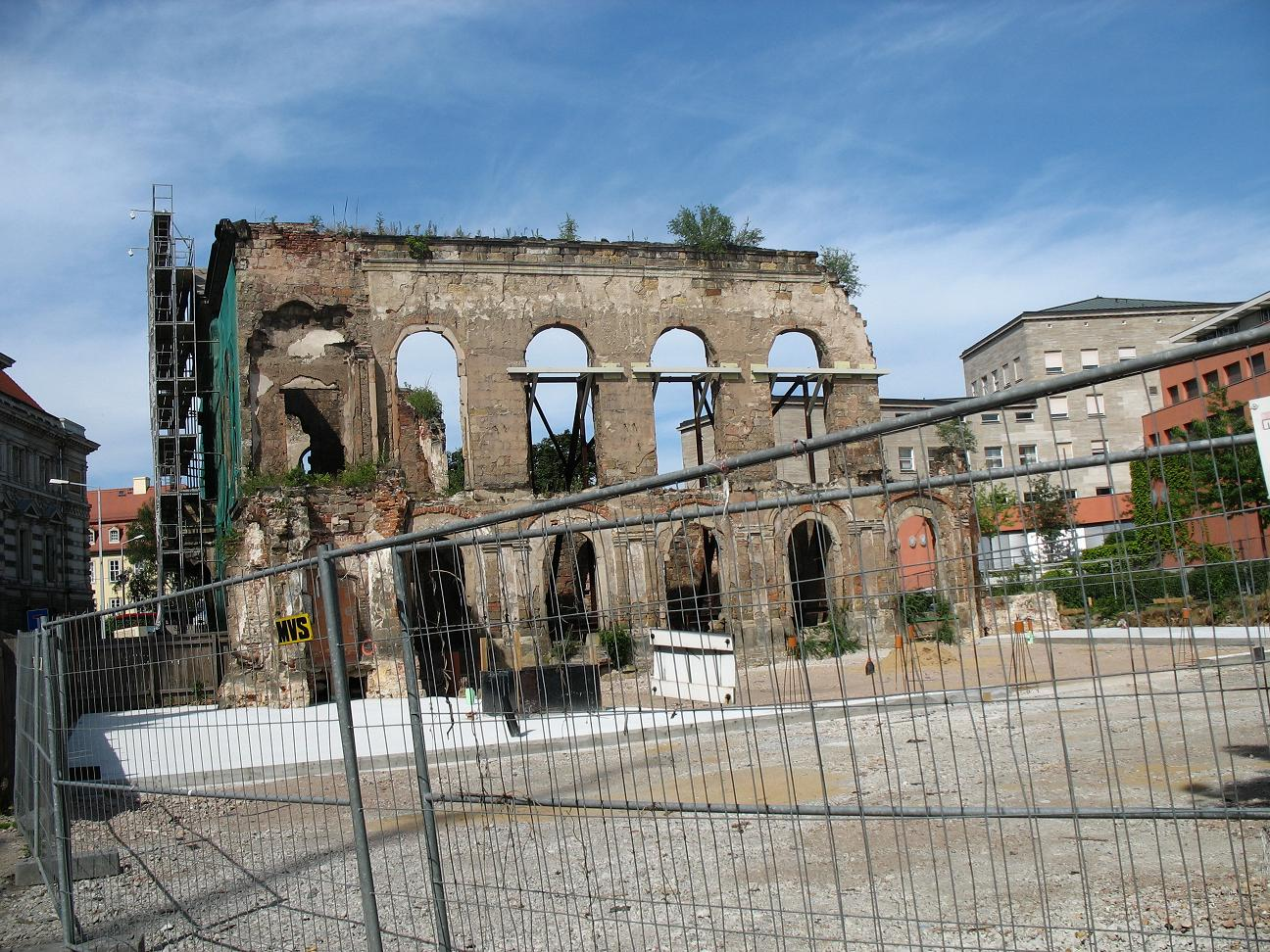
Les ruines du palais. L'aile sud attenante à la cour-jardin a été construite au premier plan.

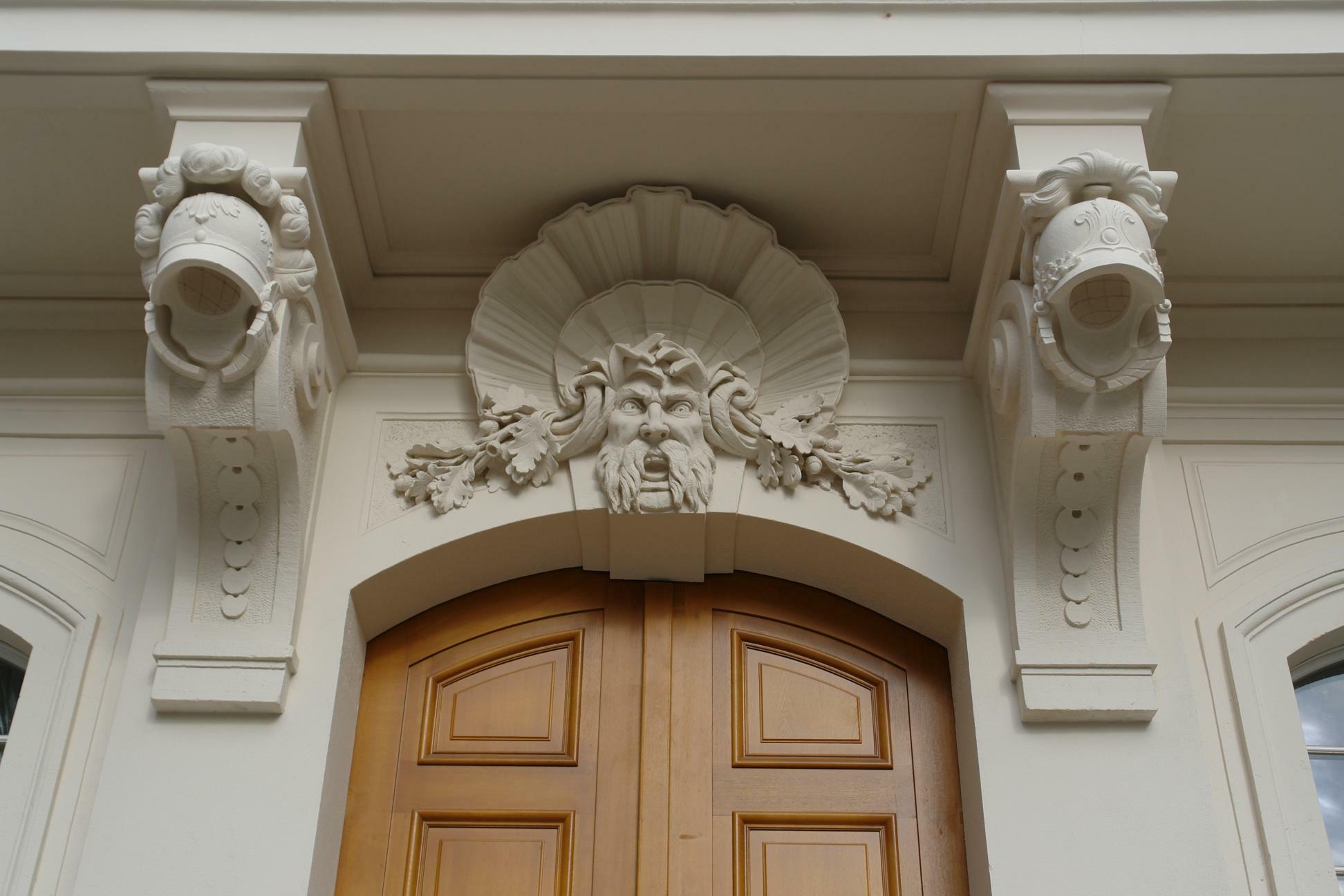
Détail de l'entrée.

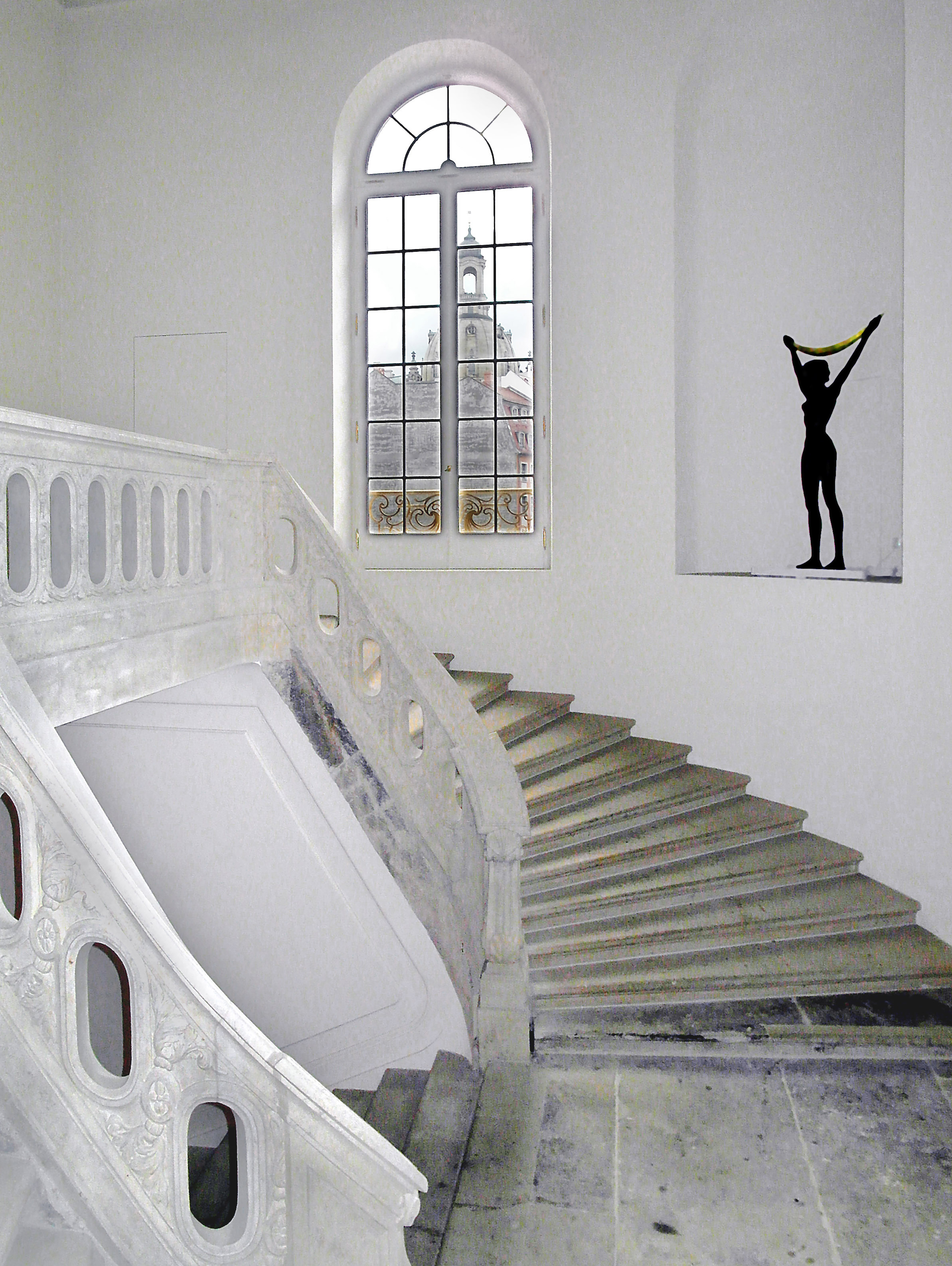
L'escalier de Krubsacius de 1764.

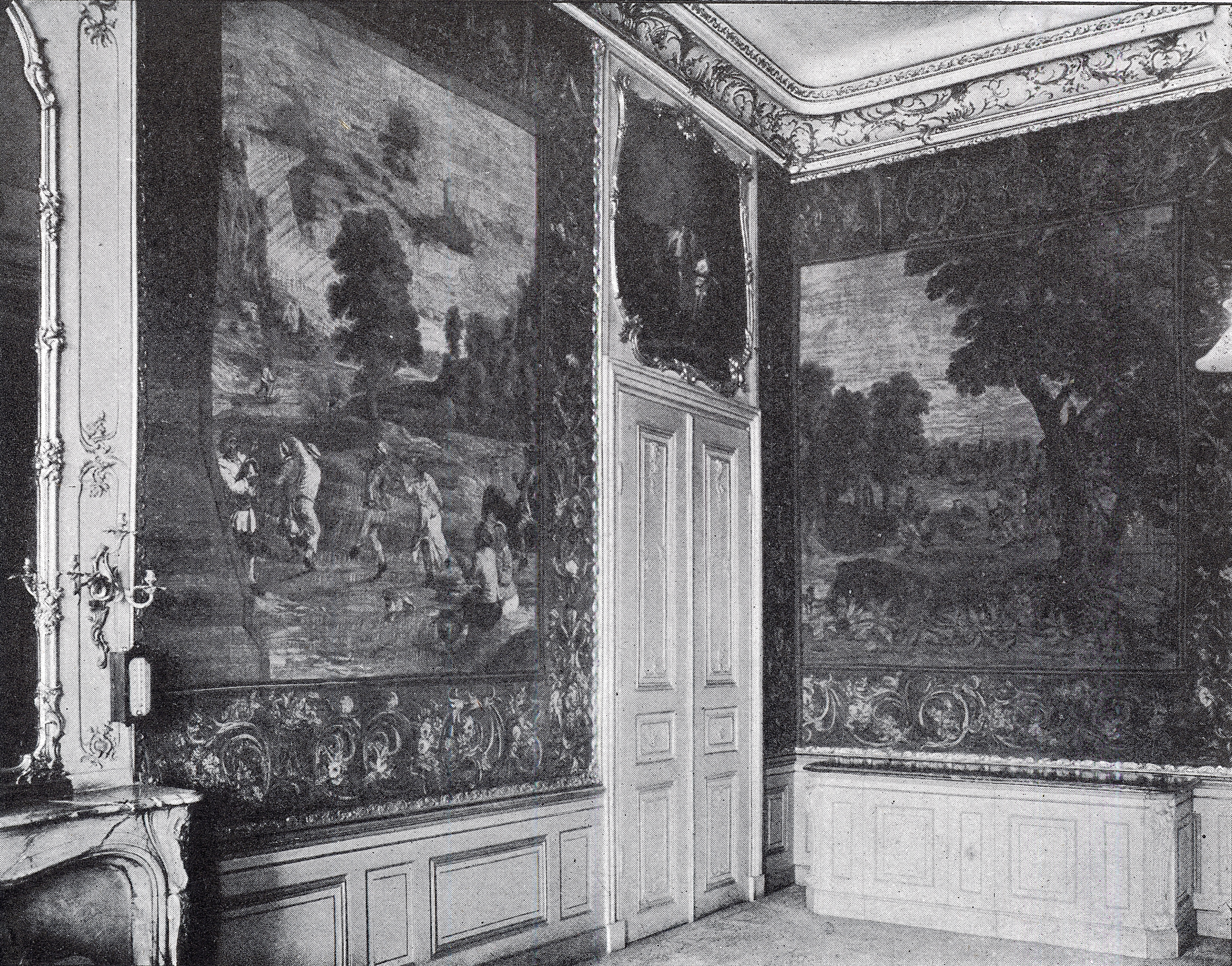
Palais Kurländer, salle des tapisseries, avant 1900.

Le palais Kurländer est un bâtiment d'un style relativement sobre, qui semble être influencé par le baroque classique français. Selon Walter Hentschel, il peut être considéré comme le premier bâtiment rococo de Dresde, car l'irrégularité du plan d'étage a également été utilisée à l'intérieur, de sorte qu'un nouveau type d'agencement spatial asymétrique a été créé, dans lequel le caractère purement représentatif a été retiré en faveur du confort. La partie principale de deux étages du bâtiment au milieu est soutenue par deux ailes latérales de trois étages, mais également hautes. En raison du fait qu'au moment de la construction du palais, le mur de la forteresse de Dresde se trouvait directement à l'est, l'aile latérale nord est légèrement en retrait. L'autre, en revanche, fait saillie plus à l'avant vers la Schießgasse et, avec une autre extension, renferme une cour-jardin. En raison de ces conditions compliquées, le jardin est situé au sud du Palais Kurländer au lieu de derrière. 
Une façade claire et noble avec une ornementation sobre est caractéristique du bâtiment. Un toit en croupe avec des lucarnes et des mansardes coiffe le bâtiment. 
Les formes Renaissance de la salle des arches remontent probablement au bâtiment précédent. En plus d'un sous-sol, le palais Kurländer possède également des caves voûtées historiques. 

## Destruction et reconstruction

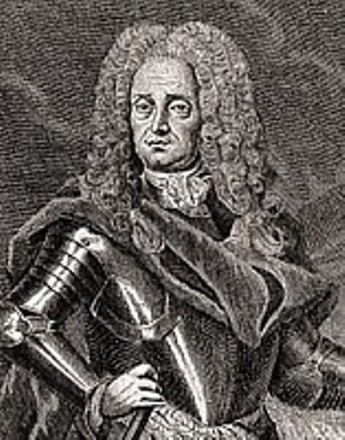
Comte August Christoph von Wackerbarth (1662–1734).

### Destruction et utilisation d'après-guerre

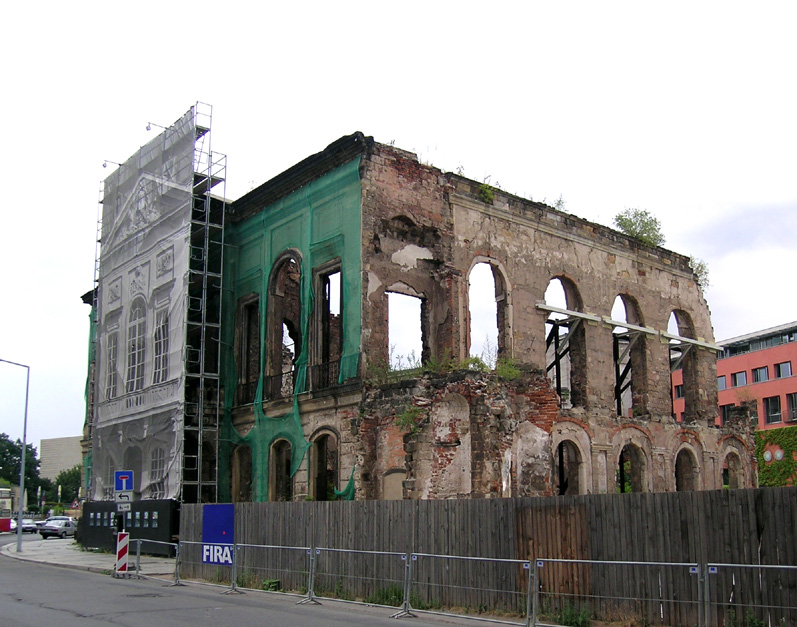
Ruines du palais avec une façade fictive sur l'échafaudage.

Au cours des raids aériens sur Dresde les 13 et 14 février 1945, au cours duquel le marionnettiste Oswald Hempel a également été tué dans le bâtiment, le palais Kurländer a complètement brûlé et la majeure partie s'est effondrée. Ce n'est qu'avec de gros efforts que les conservateurs de la RDA ont pu sauver les ruines de la démolition complète. Certains des vestiges des ailes et des murs intérieurs du bâtiment, qui risquaient de s'effondrer, ont finalement explosé en 1958. Mais même le squelette restant de la façade de la ruine était impressionnant. Outre les parties de façade, seules les caves voûtées, qui servaient de chai jusqu'en 1974, ont été conservées dans leur état original. Elles ont été agrandies entre 1980 et 1981 par le Jazz Interest Group et utilisées entre mai 1981 et avril 1997 par le Tonne Jazz Club, qui a ensuite déménagé au Waldschlösschenviertel  . Après la reconstruction de l'aile est du Château de la Résidence, le palais Kurländer était la seule ruine de guerre restante dans la vieille ville. 

### Reconstruction

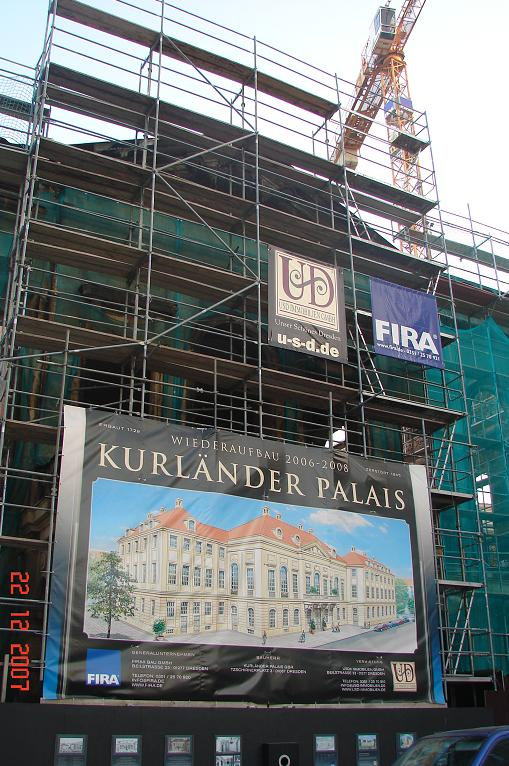
Vue de la partie centrale du bâtiment, en cours de reconstruction.

La reconstruction du bâtiment est prévue depuis 1992, mais en raison des fréquents changements de propriétaire, des coûts élevés et d'une utilisation inexpliquée, elle n'a cessé d'être reportée. En 2000, le palais Kurländer a été transféré de l'État libre de Saxe à son propriétaire actuel pour 1,65 million de DM. Après l'inondation du siècle en août 2002, lorsque le sous-sol de 2,90 mètres de haut a été inondé et que certaines parties des fondations ont été emportées, 80% des locataires potentiels diminue à nouveau en raison du retard. Deux ans plus tard, il y avait un permis pour le reconstruire en grand hôtel et un engagement contraignant d'une chaîne d'hôtels, mais la construction n'a pas commencé. 
En 2005, la planification a progressé, ce qui s'est avéré globalement assez difficile. La plupart des structures construites par Knöffel ayant été démolies en 1900, il manquait des structures comparables. Seul un palais à Zabeltitz pouvait fournir des informations importantes sur la construction. Depuis avril 2006, le palais Kurländer, avec ses installations intérieures et extérieures, a été reconstruit. 
Les exigences de conservation des monuments ont été particulièrement prises en compte. Tout d'abord, la structure de la ruine baroque actuelle a été sécurisée. Au cours des recherches archéologiques, de nombreux vestiges de l'ancienne technologie d'irrigation, par exemple des puits, des piscines et des cours d'eau souterrains, ont été excavés dans la cour du jardin. De plus, trois seaux contenant des restes d'anciens lustres ont été retrouvés, ce qui devrait contribuer à leur reconstruction. Des vestiges de la peinture de façade ont également été conservés. Le palais Kurländer a été reconstruit en utilisant les ruines existantes en grande partie dans une construction moderne avec des plafonds en béton et des briques. Le principal défi était de relier les parties historiques préservées aux nouvelles. Certaines parties du bâtiment ont également été reconstruites de manière traditionnelle, par exemple les voûtes en forme de dôme croisé et les arcs de fenêtres. Les intérieurs n'ont été historiquement restaurés que dans une mesure limitée, bien que le Bureau de la protection des monuments ait en grande partie retiré et sécurisé les décorations en stuc dans des moulages en plâtre. 
Actuellement, une agence événementielle du palais Kurländer commercialise la salle de bal, le restaurant dans les jardins, le Palaishof et la cave voûtée pour les événements. Les autres pièces du palais sont utilisées par un restaurant de poisson et diverses entreprises comme bureaux. 
Le club de jazz Tonne est de retour à son emplacement d'origine dans la cave voûtée depuis 2015. 

## Liens web
- Histoire du bâtiment
- Image dans un état non détruit
- Kurländer Palais sur fira.de

## Source de traduction
- (de) Cet article est partiellement ou en totalité issu de l’article de Wikipédia en allemand intitulé « Kurländer Palais » (voir la liste des auteurs).